# El Vizcaíno
El Vizcaíno és un santuari de balenes i reserva de la biosfera situat a l'Estat de la Baixa Califòrnia Sud al centre de la Península de Baixa Califòrnia a Mèxic. Està inscrit a la llista del Patrimoni de la Humanitat de la UNESCO des del 1993.

## Localització
El santuari està situat al nord de l'estat de Baixa Califòrnia Sud on es troben certs ecosistemes únics i d'alt interès natural. La balena grisa troba a la llacuna ojo de liebre i en la San Ignacio un lloc ideal per dur a terme la seva reproducció, a més és un lloc de descans hivernal per a nombroses aus marines. Existeixen també lleons marins i tortugues marines en perill d'extinció, totes elles troben refugi en aquesta zona protegida.